# Huxley (famiglia)

Albero genealogico degli Huxley e degli Arnold. Incompleto

La famiglia Huxley è una famiglia di nazionalità inglese, caratterizzata da un alto numero di intellettuali eminenti in campo scientifico, medico, artistico, letterario e politico. Il capostipite è stato lo zoologo anatomista Thomas Henry Huxley.

## Thomas Henry Huxley

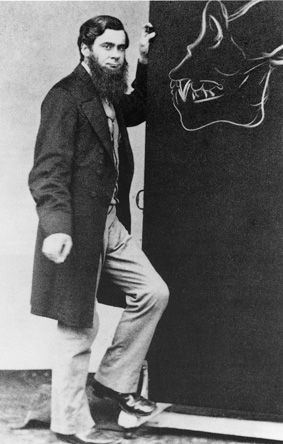
Thomas Huxley

Thomas Henry Huxley (1825-1895) biologo inglese, noto come "il mastino di Darwin" per la sua difesa della teoria dell'evoluzione di Charles Darwin. Dopo sua madre, la sorella maggiore Lizzie fu la persona più importante nella sua vita fino a quando non si sposò.  Autodidatta, egli aveva una straordinaria influenza sul pubblico britannico. Ha lottato con successo contro la soffocante presenza della Chiesa nell'ambito scientifico, inserendo l'insegnamento delle scienze nelle scuole britanniche, creando il modello per l'insegnamento della biologia nelle università della Gran Bretagna. Cosa importante anche, da noto miscredente, ha coniato per primo il termine "agnostico" per descrivere il suo atteggiamento nei confronti della religione.
A partire dal 1860, Huxley ha dato lezioni e pubblicato documenti. I migliori sono stati raccolti in un ampio lavoro saggistico intitolato: Evidence as to Man's Place in Nature (1863). Conteneva due temi: in primo luogo, l'uomo è legato alle grandi scimmie, e in secondo luogo, l'uomo si è evoluto in modo analogo a tutte le altre forme di vita. Queste sono state le idee che l'attento e prudente Darwin aveva solo accennato, ma con le quali egli si è trovato immediatamente pienamente d'accordo. Nel 1855, sposò Henrietta Anne Heathorn (1825-1915), una emigrante di lingua inglese che aveva incontrato a Sydney. La coppia ebbe cinque figlie e tre figli, con i quali è sempre rimasto in buoni rapporti, che è il più che si possa dire di molti padri vittoriani:
- Noel Huxley (1856–1860), morto a 4 anni d'età
- Jessie Oriana Huxley (1856–1927), che sposò l'architetto Fred Waller nel 1877
- Marian Huxley (1859-1887), che sposò l'artista John Collier nel 1879
- Leonard Huxley (1860–1933)
- Rachel Huxley (1862–1934), che sposò l'ingegnere civile Alfred Eckersley nel 1884
- Henrietta (Nettie) Huxley (1863–1940), che sposò Harold Roller e percorse l'Europa come cantante
- Henry Huxley (1865–1946), divenne un medico celebre a Londra
- Ethel Huxley (1866–1941), sposò l'artista John Collier (vedovo della sorella) nel 1889.

### John Collier

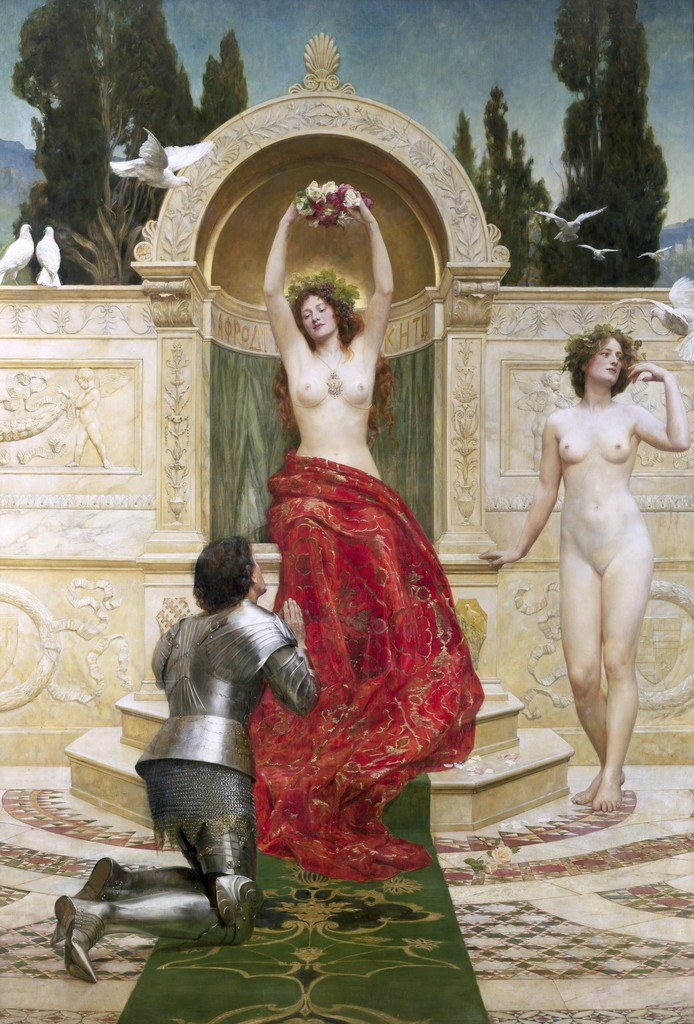
Tannhäuser in the Venusberg (1901), olio di John Collier

L'onorevole John Maler Collier OBE RP ROI (27 gennaio 1850-11 aprile 1934) è stato uno scrittore e pittore britannico della confraternita dei preraffaelliti. Egli è stato uno dei principali pittori della sua generazione. Si è sposato due volte: entrambe sono state le figlie di Thomas Henry Huxley. Collier e la sua prima moglie Marian (Mady) ebbero una bambina, Joyce Collier. Con la sua seconda moglie Ethel ebbe sia una figlia che un figlio; Sir Laurence Collier KCMG, ambasciatore britannico in Norvegia, 1939-1950.
Collier ha dipinto numerosi ritratti di membri della famiglia. Ha dipinto sia le sue mogli, che Marion ed Ethel (figlie di Thomas Henry), la sua seconda figlia, e la moglie di Huxley, Aldous Huxley e il giovane Gervas Huxley. Ci sono poi altri ritratti di scienziati, tra cui Charles Darwin (due volte), William Kingdon Clifford, James Prescott Joule e Michael Foster.
Le opinioni di Collier sulla religione e sull'etica sono interessanti per il confronto con quelle di Thomas e Julian Huxley. In La religione di un artista (1926) Collier spiega L'artista è più interessato all'etica che alla religione... Non vede l'ora di un momento in cui essa avrà preso il posto della religione... La mia visione di quest'ultima è davvero negativo. I vantaggi della religione possono essere raggiunti con altri mezzi che sono più favorevoli di lotte che mettono a dura prova la facoltà di ragionare. Per quanto concerne l'idea di Dio: La gente può chiedere molto, senza esagerazione che la fede in Dio è universale. Omettono di aggiungere che così come la religione pure la superstizione, spesso del tipo più degradante, è universale. E Una divinità onnipotente che condanni le sue creature alla tortura eterna è infinitamente più crudele rispetto alla malvagità dell'uomo. E sulla Chiesa: Per me, come per la maggior parte degli inglesi, il trionfo del cattolicesimo romano significherebbe un indicibile disastro per la civiltà.
Il suo punto di vista, quindi, si avvicina molto a quello dell'agnosticismo di T.H. Huxley e all'umanesimo di Julian Huxley.

### Tom Arnold
Arnold (1823–1900) è stato il secondo figlio del preside scolastico Thomas Arnold, il suo fratello maggiore è stato il poeta Matthew Arnold. Dopo aver studiato all'Università di Oxford, Arnold è cresciuto scontento, e si è infine trasferito in Tasmania (1850), come ispettore delle scuole. Ha sposato Julia Sorell, nipote di un ex Governatore ed ha avuto nove figli (quattro dei quali sono morti giovani). Una di loro è Julia, che sposò Leonard Huxley, il figlio di Thomas Henry Huxley, e ha dato nascita a Julian e Aldous Huxley.

## Leonard Huxley e figli

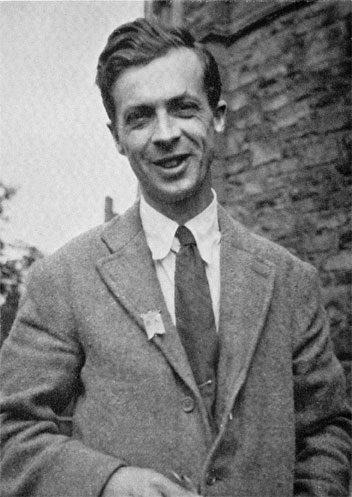
Julian Sorell Huxley figlio di Leonard Huxley

Leonard Huxley (11 dicembre 1860 - 2 maggio 1933) è stato un docente, scrittore ed editore britannico. Suo padre è stato lo zoologo Thomas Henry Huxley, mentre lui fu istruito presso diversi illustri collegi. Ha sposato prima Julia Arnold.
Tra i loro quattro figli sono inclusi il biologo Sir Julian S. Huxley (nato nel 1887) e lo scrittore Aldous Leonard Huxley (nato nel 1894). Dopo la morte della sua prima moglie, Leonard sposò Rosalind Bruce ed ebbe due figli. Il più anziano di questi è stato David Bruce Huxley (nato nel 1915), la cui figlia Angela sposò il fisico George Pember Darwin, figlio del biologo Sir Charles Darwin.

### Julian Huxley
Julian Sorell Huxley (22 giugno 1887 – 14 febbraio 1975) è stato un biologo, genetista e scrittore inglese. È figlio di Leonard Huxley e della sua prima moglie Julia Arnold, nipote di Thomas Henry Huxley e fratello di Aldous.
Viene principalmente ricordato per i suoi studi finalizzati alla rifondazione della teoria genetica all'interno della teoria della selezione naturale.
Pubblicherà diversi saggi sia di carattere scientifico che sociale: introdurrà il concetto di evoluzione psicosociale di un sistema (nel breve periodo).
Questa postulazione risulta fondamentale per la spiegazione della sopravvivenza dell'uomo almeno quanto quella fondata sull'adattamento del suo patrimonio genetico alle mutazioni ambientali (nel lungo periodo). È stato Segretario della Società Zoologica di Londra (1935-1942), il primo Direttore dell'UNESCO, e membro fondatore del WWF.

### Aldous Huxley

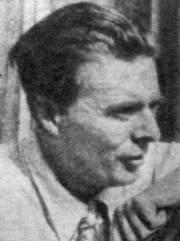
Aldous Huxley

Aldous Leonard Huxley (Godalming, 26 luglio 1894 – Los Angeles, 22 novembre 1963) è stato uno scrittore inglese. Famoso per i suoi romanzi di fantascienza, ha inoltre pubblicato saggi, racconti brevi, poesie e racconti di viaggio.
Huxley era un umanista e pacifista, ma è stato anche interessato a temi spirituali come la parapsicologia e il misticismo filosofico. Era noto anche per sostenere e prendere allucinogeni ed è considerato da molti come il "padre spirituale" del movimento hippie. È uno dei più eminenti membri della famosa famiglia Huxley. A partire dalla fine della sua vita Huxley è stato considerato, in alcuni circoli accademici, un leader del pensiero moderno e un intellettuale del più alto rango.
Huxley nacque il 26 luglio 1894 a Godalming, nella contea del Surrey, in Inghilterra. Era il figlio dello scrittore Leonard Huxley e della sua prima moglie, Julia Arnold, nonché nipote del noto biologo Thomas Henry Huxley, grande sostenitore delle teorie darwiniste.
Huxley completò il suo primo romanzo, mai pubblicato, all'età di diciassette anni ed iniziò a scrivere seriamente appena passati i vent'anni. Scrisse grandi romanzi sugli aspetti disumanizzanti del progresso scientifico, il più famoso tra essi è Il mondo nuovo (Brave new world), e su temi pacifisti (Eyeless in Gaza). Huxley fu fortemente influenzato da F. Matthias Alexander e lo incluse come personaggio tra le pagine di Eyeless in Gaza. Durante la prima guerra mondiale, frequentò spesso Garsington Manor, casa di Lady Ottoline Morrell. In questo periodo fu anche insegnante di George Orwell (il cui vero nome anagrafico fu Eric Arthur Blair e scrisse sotto pseudonimo come appunto G.Orwell), ad Eton. (altro grande esponente della letteratura distopica inaugurata da Il mondo nuovo). Tra il 1934 e il 1937 Huxley compie una serie di viaggi in Centroamerica e negli Stati Uniti. A New York, nel 1937, entra in contatto con l'équipe medica del dottor Bates, che finalmente riesce a curare in modo efficace la sua malattia alla cornea. Nel marzo del 1942 si trasferì a Llano, in California, e come il suo amico che lo accompagnava, il filosofo Gerald Heard, rifiutò la cittadinanza statunitense perché si rifiutava di ascrivere il suo pacifismo tra i credi religiosi.
Iniziò a meditare e divenne un vegetariano. Nel 1960 fu diagnosticato a Huxley un cancro alla laringe e la vista riprese a peggiorare. Negli anni che seguirono, scrisse il romanzo utopico L'isola (Island) e diede lezioni sulle "potenzialità umane" allo Esalen Institute. Il 12 maggio del 1961 un incendio divampò nella sua casa e distrusse tutti i suoi libri e le sue carte. La perdita fu una prova durissima. Sul suo letto di morte, incapace di parlare, chiese alla moglie per scritto di ricevere un'iniezione endovenosa di 100 microgrammi di LSD. Lei lo accontentò e lui morì serenamente la mattina seguente, il 22 novembre 1963.

### David B. Huxley
Morto il 6 settembre 1992, ad un'età non superiore ai 76 anni; David Huxley servì nella seconda guerra mondiale in Africa e Iraq; raggiungendo un grado militare insolitamente alto. Nelle Bermuda fra il 1940 e il 1950 era stato avvocato, procuratore generale, e capo della Corte Suprema di Giustizia. Si sposò due volte ed ebbe cinque figli dalla sua prima moglie.

### Sir Andrew Huxley

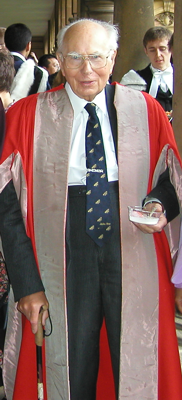
Andrew Huxley nel 2005

Sir Andrew Huxley (Hampstead, 22 novembre 1917 – Grantchester, 30 maggio 2012) è stato un fisiologo, membro della Royal Society dal 1955 e vincitore nel 1963 del Premio Nobel per la medicina.
Nato da Leonard Huxley e Rosalind Bruce, studiò al Trinity College di Cambridge. Nel 1947 sposò Richenda Gammell Pease, figlia del genetista Michael Pease. Eseguì esperimenti sugli assoni giganti di calamaro, allo scopo di misurare i cambiamenti del potenziale d'azione durante la trasmissione nervosa.
Huxley continuò i suoi esperimenti di fisiologia al Trinity College fino al 1960, anno in cui gli fu affidata la direzione del Dipartimento di Fisiologia allo University College di Londra. Egli rimase comunque parte dell'organico direzionale del College di Cambridge, come "fellow" ed insegnante di fisiologia, medicina e scienze naturali. Nel 1974 venne nominato Sir da Elisabetta II, e nel 1983 gli fu riconosciuto l'Ordine al Merito.

## Jessica Oriana Huxley e figli
Jessica Oriana Huxley (1858-1927), la figlia maggiore di T.H. Huxley, è sempre stata nota come "Jess" o "Jessie". Sopravvisse alla scarlattina quando ebbe due anni; tuttavia la stessa malattia uccise il fratello Noel. Crebbe e sposò Frederick Waller, che divenne l'architetto per il Decano e il Capitolo della Cattedrale di Gloucester e, naturalmente, l'architetto ufficiale della famiglia Huxley. Jessie e Fred ebbero un figlio, Noel Huxley Waller, e una figlia, Oriana Huxley Waller. Il primo si espresse in campo militare durante la prima guerra mondiale; diventando poi colonnello. La seconda sposò ESP Haynes, uno studioso di Eton e di Balliol. Ebbero tre figlie: Renée, Celia ed Elvira. La prima fu una scrittrice che sposò Jerrard Tickell, a sua volta un altro celebre autore irlandese. La coppia ebbe anche tre figli tra cui emerge Crispin che è diventato uno dei migliori funzionari del Ventesimo secolo.

### Sir Crispin Tickell

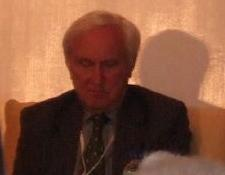
Crispin Tickell durante una conferenza in Malesia, 2005

Sir Crispin Tickell GCMG, KCVO, FRSGS, FRIBA, FRI, (25 agosto 1930 -) è un diplomatico, ambientalista e accademico. È stato Capo di Gabinetto del Presidente della Commissione europea (1977-1980), ambasciatore britannico in Messico (1981-1983), segretario permanente dell'Overseas Development Administration (1984-1987), ambasciatore britannico alle Nazioni Unite e Rappresentante permanente al Consiglio di sicurezza dell'ONU (1987-1990). È stato presidente della Royal Geographical Society dal 1990 al 1993 e del Warden di Green College, Oxford tra il 1990 e il 1997. Dal 1996 fino all'agosto 2006 è stato rettore dell'Università di Kent.
È attualmente presidente del Clima Institute, a Washington, Distretto di Columbia. Ha contribuito a scrivere il discorso globale sul cambiamento climatico di Margaret Thatcher. Ha presieduto il Pannello di governo per lo sviluppo sostenibile (1994-2000) di John Major, ed è stato un membro del governo task force sotto la parte del lavoro: uno sulla riqualificazione urbana, presieduta da Sir Richard Rogers (1998-1999), e uno su potenzialmente pericolosi Near-Earth Objects (2000).
Ha un figlio chiamato Oliver Tickell.

## Rachel Huxley e figli
Rachel Huxley (1862-1934), sposò Alfred Eckersley, ingegnere civile, nel 1884. Egli costruì ferrovie in varie parti del mondo. Il loro figlio maggiore, Roger Huxley Eckersley, è nato in Algeria; il loro secondo, Thomas Lydwell Eckersley sarebbe venuto al mondo l'anno successivo. La famiglia si trasferì in Messico, e il loro terzo figlio, Peter H. Eckersley, è nato lì.

## Henry Huxley e figli

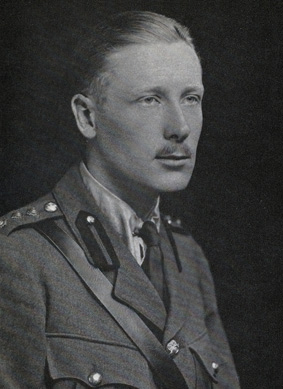
Gervas Huxley, 1917

Henry Huxley (1865-1946), figlio più giovane di Thomas, lavorò come medico presso l'Ospedale di San Bartolomeo a Londra. Ha sposato Sophy Stobart, un'infermiera. Lei, si è scoperto, era la figlia di un notevole proprietario terriero dello Yorkshire. Secondo Clark, nella famiglia si sono tenute riunioni di buon senso per evitare difficoltà. Dopo il matrimonio i coniugi si sono trasferiti a Londra, con una pratica medica per Henry. La coppia ebbe cinque figli: Marjorie (che sposò Sir E.J. Harding), Gervas, Michael (che sposò Ottille de Lotbinière Mills ed ebb tre figli), Christopher (che sposò Edmée Ritchie ed ebbe tre figli) e Anne (che si sposò con Geoffrey Cooke ed ebbe a sua volta tre figli).

### Gervas Huxley, CMG MC
Gervas Huxley (1894-1971), insignito dell'Ordine di San Michele e San Giorgio, figlio di Henry Huxley, servì nell'esercito britannico dal 1914, divenne funzionario del battaglione dei bombardieri. Durante la prima guerra mondiale ricevette la Croce Militare il primo giorno della Terza battaglia di Ypres per aver catturato prigionieri la cui presenza rivelò l'arrivo di una nuova divisione della Guardia tedesca. Fu smobilitato nel 1919. Nel 1939 fu assunto per contribuire alla creazione del Ministero delle Informazioni di Guerra. Fece parte del comitato esecutivo del British Council. Divenne poi un autore di successo di opere biografiche. Morì a Chippenham nel 1971.
Elspeth Huxley (1907–1997). Gervas sposò Elspeth Grant (il suo secondo matrimonio), nel 1931, era cresciuta in Kenya ed era un'amica dell'autrice Joy Adamson. Dopo il matrimonio ha scritto White man's country: Lord Delamere and the making of Kenya. Il lavoro e la vita di Elspeth Huxley sono oggetto di una biografia. The flame trees of Thika (La fiamma degli alberi di Thika (1959) è stato forse il più celebre dei suoi trenta libri, ed è stato successivamente adattato per la televisione. La coppia ebbe un figlio: Charles nato nel 1944.

## Altri parenti

### Sir Leonard Holden Huxley
Sir Leonard Holden Huxley, KBE (29 maggio 1902 - 4 settembre 1988) è stato un fisico australiano, nato britannico a Londra, figlio di George Hamborough e Lilian Huxley; cugino di secondo grado di Thomas Henry Huxley. La sua famiglia migrò dall'Inghilterra in Australia nel 1905, precisamente in Tasmania, dove Huxley ha mostrato grande promesse accademiche e sportive. Ha vinto una borsa di studio al New College di Oxford, mentre nel suo secondo anno presso l'Università della Tasmania ottenne un dottorato sempre da Oxford nel 1928. Morì a Londra all'età di 86 anni.